# McGraw-Hill

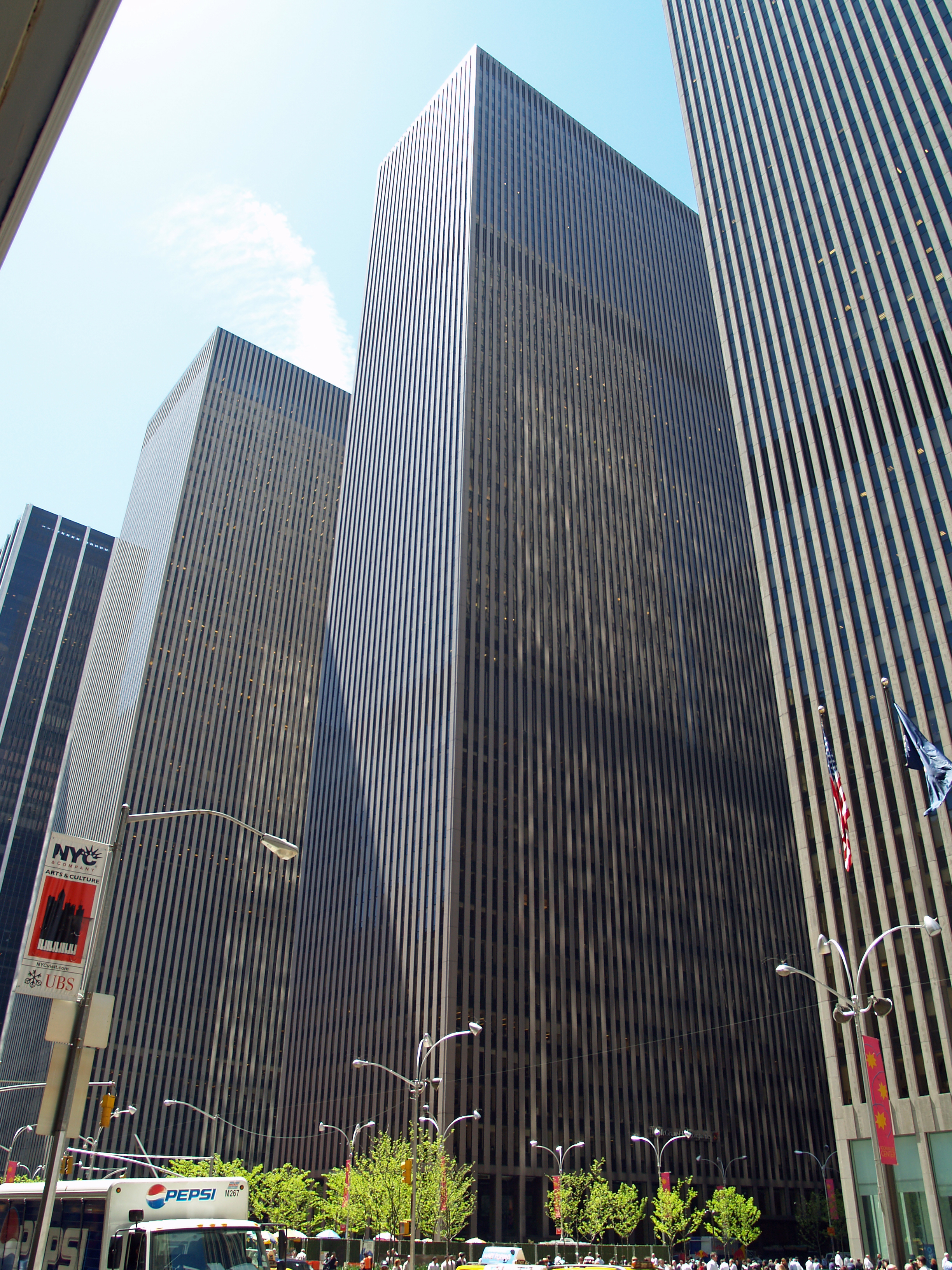
McGraw-Hill Building in der Avenue of the Americas in Manhattan (Aufnahme von 2007). Das McGraw-Hill Building in der 330 West 42nd Street war bis 1972 der Hauptsitz des Unternehmens.

McGraw-Hill (aktuell geschrieben McGraw Hill ohne Bindestrich) war ein US-amerikanischer Verlag, der 1909 gegründet wurde und seinen Sitz in New York City hatte. Er war für Technik-, Lehr- und Schulbücher und Finanzinformationsdienste bekannt. 
2011 wurde das Unternehmen aufgeteilt in S&P Global und McGraw-Hill Education. Letztere Gesellschaft wurde 2012 von Apollo Global Management übernommen, die ihre Anteile wiederum 2021 an Platinum Equity verkaufte. Das Unternehmen ist (Stand 2024) in Privatbesitz.

## Geschichte
Der Verlag ging 1909 aus der Fusion von Hill Publishing, einem auf Publikationen im Bereich der Technik spezialisierten Verlag des ehemaligen Eisenbahningenieurs John A. Hill (1858–1916), und der 1899 gegründeten McGraw Publishing Company von James H. McGraw (1860–1948), dessen Verlag ebenfalls auf Technik spezialisiert war und der als Vertreter der American Railway Publishing Company angefangen hatte, einem Hauptkonkurrenten von Hill. Präsident der neuen Gesellschaft wurde Hill, Sitz war im Gebäude des McGraw Verlags in New York City. Das erste 1910 verlegte Buch hieß The art of engineering und die erste Buchreihe Electrical Engineering Texts. Neben Büchern hatten sie eine Hauptstütze in ihren technischen Zeitschriften, aus denen die Verlage entstanden waren. Eine engere Fusion fand 1917 statt, als nach dem Tod von John A. Hill (1916) McGraw Präsident wurde. Es wurde folglich die McGraw Hill Publishing Company gegründet.

McGraw rechts im Bild mit Bart. (Aufnahme von 1918)

Der Verlag profitierte von der rasanten technischen Entwicklung (teilweise in Folge des Ersten Weltkriegs) und deckte alle möglichen Bereiche des Ingenieurwesens ab, so dass er nach dem Krieg der größte Technik-Verlag der Welt waren. 1927 kam eine Abteilung für College-Schullehrbücher hinzu (College Department), der Verlag expandierte in den 1920er Jahren durch Aufkauf von Verlagen wie der A. W. Shaw Company 1928 aus Chicago, die ihnen die Sparte der Wirtschaftsbücher eröffnete, und eröffnete Filialen in Kalifornien und England. 1929 gingen sie an die Börse. Im Zweiten Weltkrieg profitierten er wie im Ersten Weltkrieg von der Nachfrage nach Unterrichtsmaterial für Techniker und Soldaten und von Regierungsaufträgen und expandierte nach Kanada. Die Veröffentlichung von Unterrichtsfilmen, im Zweiten Weltkrieg begonnen, wurde nach dem Krieg ein weiteres Geschäftsfeld.
1959 erwirtschaftete McGraw Hill einen Umsatz von 100 Millionen Dollar. 1961 übernahm er den F. W. Dodge Verlag (der in der Bauindustrie seinen Schwerpunkt hatte) und 1963 die Webster Publishing Company, womit sie in den Markt für Lehrbücher für Grundschulen und High Schools einstiegen, was sie 1965 mit der Übernahme des California Test Bureau ausweiteten. Mit der Übernahme von Shepherd´s Citations 1966 drangen sie in den Bereich juristischer Bücher vor und mit der Übernahme von Standard & Poor’s im selben Jahr in den Bereich Finanzinformationsdienste. Außerdem wurde die internationale Expansion fortgesetzt. Eine treibende Kraft war Shelton Fischer, der 1968 CEO wurde als Nachfolger von Donald McGraw. 1980 überstieg der Umsatz die Milliardenhürde. 1979 wurde ein Übernahmeversuch von American Express abgewehrt.  Unter Joseph L. Dionne, einem ehemaligen Geschichtslehrer, der 1983 CEO wurde und dies bis 1998 blieb, entwickelte sich der Konzern in eine effiziente „Informationssammel- und Verbreitungsmaschine“, wie in einem Forbes-Artikel von Suzanne Oliver über den Verlag 1990 stand. Dionne's Vision war schon damals die Digitalisierung des Konzerns und er drängte in den Computerbuch-Markt mit dem Erwerb von Byte, Unixworld, LAN Times und dem Osborne Verlag. Außerdem bauten sie Online Dienste auf. 1988 erwarben sie die College-Abteilung von Random House und 1989 gingen sie auf dem Schulbuchsektor ein Joint-Venture mit Macmillan Publishers ein, den sie 1993 ganz übernahmen. 1996 übernahmen sie den Schulbuchverlag Open Court Publishing und sie übernahmen die Times Mirror Higher Education Group was sie in den USA zur Nr. 1 auf dem Markt für College-Lehrbücher machte. 2000 erwarben sie Tribune Education und wurden zum führenden Anbieter von K-12 Schulbüchern in den USA.
2011 wurde die Firma in McGraw Hill Financial (ab 2016 S&P Global) und McGraw-Hill Education geteilt (2012 von Apollo Global Management übernommen).
1994 hatte der Verlag einen Umsatz von 2,8 Milliarden Dollar und 2001 von 4,6 Milliarden Dollar. Aktuelle Kennzahlen sind nicht öffentlich zugänglich, können aber angefragt werden. Das Unternehmen ist heutzutage in über 100 Ländern mit über 40 Büros vertreten. 

## Produkte
Zu den veröffentlichten Werken durch McGraw Hill gehörte zum Beispiel in den 1950er Jahren die McGraw-Hill Encyclopedia of Science and Technology, The Encyclopedia of World Art, die McGraw-Hill Handbooks und die The New Catholic Encyclopedia. 1967 kaufte das Unternehmen Schaum Publishing mit der Reihe Schaum’s Outlines.
Zu ihren erfolgreichsten Zeitschriften gehörte die 1929 gegründete Business Week, die 2009 an Bloomberg verkauft wurde.